# Manfred Bahrs
Manfred Bahrs (* 5. November 1938; † 1993) war ein deutscher Fußballschiedsrichter des Deutschen Fußball-Verbandes.
Seit 1962 Schiedsrichter, leitete der gelernte Galvaniseurmeister zwischen 1973 und 1987 für die BSG Motor Leipzig Ost 110 Spiele in der höchsten Spielklasse der DDR, der Oberliga.
Von 1990 bis 1993 war Bahrs Vorsitzender des Schiedsrichterausschusses des Leipziger Fußballverbandes. Für seine Verdienste um das Schiedsrichterwesen wurde er mit der Ehrenplakette des DFV ausgezeichnet.